# Axioma da extensão
O axioma da extensão, também chamado axioma da extensionalidade ou ainda axioma da unicidade, cumpre, na teoria dos conjuntos de Zermelo-Fraenkel, o papel de estabelecer como as relações de pertinência ({\displaystyle \in }) e igualdade de conjuntos ({\displaystyle =}) estão relacionadas. O seu enunciado diz:
Se dois conjuntos {\displaystyle x} e {\displaystyle y} são tais que todo elemento de {\displaystyle x} é elemento de {\displaystyle y} e todo elemento de {\displaystyle y} é elemento de {\displaystyle x}, então {\displaystyle x} e {\displaystyle y} são iguais.
Na linguagem da lógica formal podemos enunciá-lo da seguinte forma:
{\displaystyle \forall x\forall y(\forall z(z\in x\leftrightarrow z\in y)\rightarrow x=y).}
O conteúdo deste axioma é claro: um conjunto é completamente determinado pelos elementos que contêm. Alguns matemáticos dizem isso afirmando que um conjunto é determinado pela sua extensão o que é, talvez, não muito claro. O outro nome pelo qual o axioma é conhecido, axioma da unicidade, é mais sugestivo: não há dois conjuntos com exatamente os mesmos elementos.

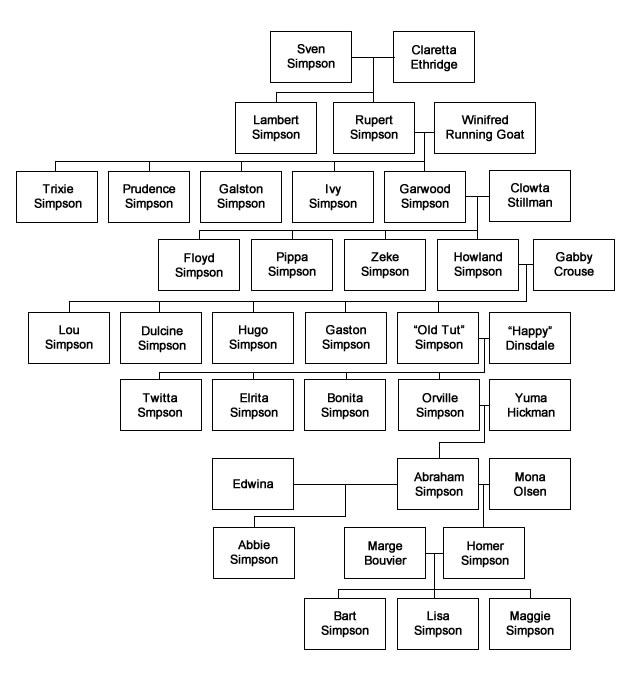
Bart e Lisa têm os mesmos ancestrais, contudo Bart Lisa.

Pode parecer uma trivialidade formal exigir que se dois conjuntos têm os mesmos elementos então são iguais, mas não é tanto como parece. Halmos diz, em Teoria ingênua dos conjuntos, que é valioso compreender o axioma da extensão não apenas como uma propriedade lógica necessária de igualdade, mas também como uma proposição não-trivial sobre pertinência. Para esclarecer, sugere compararmos pertinência-igualdade de conjuntos com ancestralidade-igualdade de humanos, considerando seres humanos no lugar de conjuntos e colocando {\displaystyle x\in y} sempre que {\displaystyle x} for ancestral de {\displaystyle y}. É claro que neste caso o análogo do axioma da extensão não vale. Realmente, se Bart e Lisa são irmãos, têm então os mesmos ancestrais, contudo não são seres humanos iguais.
Em termos da inclusão de conjuntos ({\displaystyle \subset }) podemos ainda expressar o axioma da extensão como
{\displaystyle \forall x\forall y((x\subset y\wedge y\subset x)\rightarrow x=y).}
Em palavras,
A inclusão de conjuntos é anti-simétrica.
A recíproca do axioma da extensão,
{\displaystyle \forall x\forall y(x=y\rightarrow \forall z(z\in x\leftrightarrow z\in y)),}
é evidentemente verdadeira e alguns autores referem-se a proposição completa
{\displaystyle \forall x\forall y(\forall z(z\in x\leftrightarrow z\in y)\leftrightarrow x=y)}
como sendo o axioma da extensão. Historicamente isto não é correto mas, por outro lado, não há qualquer problema lógico em enunciar o axioma nesta forma; exceto que a implicação recíproca acrescentada não é, de fato, um axioma.